# Влодзімєж Пйонткевич
Влодзімєж Стефан Пйонткевич (пол. Włodzimierz Piątkiewicz, біл. Уладзімір Пянткевіч; 26 грудня 1865, Одриконь — 23 березня 1933, Альбертин, нині частина м. Слонім) — церковний діяч, священник Товариства Ісуса, педагог, письменник, провінціал Галицької провінції єзуїтів у 1909—1912, настоятель і перший протоігумен східної місії єзуїтів у Альбертині (1925—1933).

## Життєпис
Влодзімєж Пйонткевич народився 26 грудня 1865 року в с. Одриконь біля Коросна в сім'ї Максиміліяна та Анни з дому Кришталович. 8 серпня 1880 року вступив до Товариства Ісуса на новіціят у Старій Весі. Філософію вивчав у Хирові (1886—1887) і Тернополі (1887—1888), а богослов'я в Кракові (1890—1894). Ієрейські свячення отримав 26 червня 1892 року в Кракові. У період між студіями філософії і богослов'я (1888—1890) був професором латини в Хирові, а під час студій богослов'я був співпрацівником часопису «Przegląd Powszechny». Професор богослов'я в Кракові (1894—1895), член редакційної ради часопису «Przegląd Powszechny» (1896—1898), професор догматичного богослов'я в Кракові (1898—1902), настоятель у Львові (1902—1904), секретар Німецької асистенції в Римі (1904—1906), ректор у Кракові (1906—1908), віцепровінціал і провінціал Галицької провінції єзуїтів (1908—1912), префект студій і професор гомілетики в Кракові (1912—1914), настоятель у Станіславі (1915—1918), проповідник у Варшаві (1920—1922), настоятель у Кракові (св. Варвари, 1922—1923) і врешті настоятель у Альбертині і протоігумен східної місії єзуїтів в 1925—1933 роках.
Автор богословських досліджень і перекладач поезії Мацея Казімєжа Сарбевського. Будучи провінціалом, зорганізував студії єзуїтів («Ordinario studiorum Provinciae Galicianae», Краків 1911) і прийняв опіку над місією польських єзуїтів у Північній Родезії. Вкінці 1923 року брава участь у XXVII Генеральній конгрегації в Римі, а після утворення Пієм XI у структурі Товариства Ісуса східної гілки в грецько-слов'янському обряді (т. зв. схдна місія) був її організатором і палким оборонцем (між іншим у брошурі «Prawda о Albertynie», Краків 1932).
Помер 23 березня 1933 року в Альбертині.